# Hội Địa chất Biển Việt Nam
Hội Địa chất Biển Việt Nam là tổ chức xã hội - nghề nghiệp phi lợi nhuận của những người làm việc trong các lĩnh vực liên quan đến chuyên ngành địa chất biển tại Việt Nam. Hội là tổ chức thành viên của Tổng hội Địa chất Việt Nam .
Hội có tên giao dịch tiếng Anh là Vietnam Marine Geology Association, viết tắt là VIMGA.
Hội được thành lập ngày 2/07/2005 tại Đại hội lần thứ I tại Hà Nội. Điều lệ Hội được Bộ Nội vụ phê duyệt tại Quyết định số 92/2005/QĐ-BNV ngày 26 tháng 8 năm 2005 .
Văn phòng Hội đặt cạnh văn phòng Tổng hội Địa chất Việt Nam, số 6 Phạm Ngũ Lão, quận Hoàn Kiếm, Hà Nội.